# Lovisa Karlsson (seglare)
Lovisa Karlsson, född 24 maj 1995, är en svensk seglare som tävlar i 470-klassen.
Karlsson tävlade i OS i Tokyo 2020 tillsammans med Olivia Bergström och slutade på en 14:e plats. Vid Europamästerskapen i segling 2022 tog hon guld tillsammans med Anton Dahlberg. Vid Olympiska sommarspelen 2024 i Paris tog Karlsson brons tillsammans med Dahlberg.